# John Lithgow
John Arthur Lithgow (Rochester, 19 de outubro de 1945) é um premiado ator norte-americano.

## Biografia
John Lithgow nasceu em Rochester. Sua mãe, Sarah Jane, era uma atriz aposentada, e seu pai, Arthur Lithgow era um produtor e diretor teatral que dirigia o McCarter Theatre em Princeton, Nova Jérsei. Devido ao trabalho de seu pai, a família mudou-se frequentemente durante sua infância.
Lithgow foi para a Universidade de Harvard, onde se formou em 1967. Após a formatura, ganhou uma bolsa integral para estudar em Londres na Academia de Música e Arte Dramática.
O ator foi indicado ao Óscar por um papel de transexual que desempenhou no filme The World According to Garp, de 1982. Um de seus papeis mais conhecidos é o do reverendo Shaw Moore no filme Footloose (br: Footloose - Ritmo Louco), de 1984.
Fez parte do elenco da série televisiva norte-americana Third Rock from the Sun e integrava o de Dexter durante a quarta temporada, onde faz o papel do assassino Arthur Mitchel, também conhecido por Trinity Killer. Por esse papel, ganhou em 2010 o Globo de Ouro de melhor ator coadjuvante em televisão e o Emmy do Primetime de melhor ator convidado numa série de drama. Também participou de alguns episódios da sexta temporada da série televisiva How I Met Your Mother e dos filmes Santa Claus e Risco Total.

## Filmografia
- 1972: Dealing: Or the Berkeley-to-Boston Forty-Brick Lost-Bag Blues
- 1976: Obsession
- 1977: Secret Service
- 1978: The Big Fix
- 1979: All That Jazz
- 1980: Big Blonde, TV
- 1981: Blow Out
- 1982: I'm Dancing as Fast as I Can
- 1982: Not in Front of the Children, TV
- 1983: Terms of Endearment
- 1983:  The day after
- 1983:  Twilight Zone: The Movie (Nightmare at 20,000 Feet)
- 1984: Faerie Tale Theatre, TV
- 1984: Footloose
- 1984: The Adventures of Buckaroo Banzai Across the 8th Dimension
- 1984: 2010
- 1985: Santa Claus: The Movie
- 1986: Manhattan Project
- 1987: Harry and the Hendersons
- 1988: Distant Thunder
- 1989: Out Cold
- 1990: Memphis Belle
- 1990: Ivory Hunters
- 1991: The Boys
- 1991: At Play in the Fields of the Lord
- 1991: Ricochet
- 1992: Raising Cain
- 1992: Yertle the Turtle
- 1993: The Wrong Man
- 1993: The Country Mouse & the City Mouse: A Christmas Tale
- 1993: The Pelican Brief
- 1993: Cliffhanger
- 1994: World War II - When Lions Roared
- 1994: Silent Fall
- 1994: Princess Caraboo
- 1994: A Good Man in Africa
- 1995: Redwood Curtain
- 1995: My Brother's Keeper
- 1995: Hollow Point
- 1995: The Tuskegee Airmen
- 1996: Special Effects: Anything Can Happen
- 1996–2001 3rd Rock from the Sun
- 1998: A Civil Action: Judge Walter J. Skinner
- 1998: Homegrown
- 1998: Johnny Skidmarks
- 1998: Officer Buckle and Gloria
- 1998: A Civil Action
- 2000: Don Quixote
- 2000: Rugrats in Paris: The Movie
- 2000: C-Scam
- 2001: Shrek
- 2001: Shrek in the Swamp Karaoke Dance Party
- 2002: Orange County
- 2003: Shrek 2
- 2004: The Life and Death of Peter Sellers
- 2004: Kinsey
- 2005: Einstein's Big Idea
- 2006: Dreamgirls
- 2006: The Great Robot Race
- 2007: Shrek the Third (Cameo)
- 2009: Confessions of a Shopaholic
- 2009: Dexter
- 2009: The National Parks: America's Best Idea
- 2010: Leap Year
- 2011: Rise of the Planet of the Apes
- 2011: How I Met Your Mother
- 2011: Prohibition
- 2011: New Year's Eve
- 2012: The Campaign
- 2012: This Is 40
- 2014: Interstellar
- 2014: Love Is Strange
- 2016: The Crown
- 2017: Daddy's Home 2
- 2019: Pet Sematary
- TBA: Harry Potter, TV[4]